# ممش‌خان

ممش‌خان، روستایی است از توابع بخش صفاییه و در شهرستان خوی استان آذربایجان غربی ایران. زیارتگاه میر فتاح در روستای ممش خان از توابع شهرستان خوی در ۳۵ کیلومتری شمال غرب خوی در بخش صفاییه (زر آباد) واقع گردیده‌است. 

صحن زیارتگاه میر فتاح خوی

## جمعیت
این روستا در دهستان سکمن‌آباد قرار داشته و بر اساس سرشماری سال ۱۳۸۵ جمعیت آن ۲۶۱ نفر (۵۴ خانوار) بوده‌است.